# Óscar Loango
Óscar Loango Solís  (ur. 21 maja 1992) – kolumbijski zapaśnik w stylu klasycznym. Piąty na igrzyskach panamerykańskich w 2015 i ósmy w 2019. Drugi na mistrzostwach panamerykańskich w 2014 i trzeci w 2016 i 2018. Srebrny medal na igrzyskach Ameryki Południowej w 2018 i brązowy w 2014. Mistrz Ameryki Płd. w 2013 i 2016, a trzeci w 2012 i 2014. Srebrny medal na igrzyskach boliwaryjskich w 2013 i 2017 roku.